# Maria-Rosa Wennberg Ball-llovera
Maria-Rosa Wennberg Ball-llovera   (Sabadell, 3 de juny de 1918 - Torredembarra, 13 de maig de 2018) fou una filòloga catalana, escriptora i especialista en teatre, fundadora del Centre d'Estudis Sinibald de Mas, de la coordinadora teatral "El Nus Escènic" i de la revista cultural La Sínia, a Torredembarra.
Filla de Rosa Ball-Llovera Valls, es va casar amb Manuel Crehuet amb qui va tenir cinc filles.

## Teatre
Va ser fundadora i secretària del "Nus escènic", a partir de la lectura Programa de Festa Major de Ramon Folch i Camarasa, on hi van intervenir tots els actors de l'elenc. Ha dirigit algunes obres de teatre i nombroses lectures dramatitzades amb el Grup d'Aficionats a l'Art i d'altres grups, com el Canticontes. És destacable la seva participació en lectura dramatitzada del Grup a l'Ateneu Barcelonès amb l'obra Anar tirant.
El projecte de Canticontes neix el 2010 i s'hi ha implicat a fons. Es tracta d'un grup de persones de diferents edats que adapten contes i els expliquen a la residència d'avis Fundació Pere Badia de Torredembarra. L'obra Una caputxeta torrenca, ambientada a la vila, va tenir molt d'èxit, i el 2013 van estrenar El drac de la costa, escrita per Iris Figuerola, votada Primera Torrenca de l'any pels lectors del Diari de la Torre (també el 2013).

## Poesia
La poesia i el teatre van molt de la mà en el seu cas, ja que ha participat en moltes lectures poètiques. Va assistir al naixement del grup d'escriptura i lectura poètica Rates de Biblioteca, el 1999, a la biblioteca municipal de Torredembarra, del qual actualment n'és la directora artística, en col·laboració amb la seva filla Elisa Crehuet (també escriptora i vinculada al món del teatre). Les Rates deBiblioteca publiquen des de l'any 2000, cada Sant Jordi, un recull de poesia inèdita. Des de 2008 Wennberg hi participa com a poeta, però ja el 2001 hi col·laborava com a correctora del llibre. L'edició és a càrrec de la Biblioteca Mestra Maria Antònia, en una sèrie de 14 volums fins al 2013 i després en format electrònic. Amb les Rates de Biblioteca ha llegit en públic i ha dirigit la posada en escena de nombroses lectures de textos inèdits, com el cicle sobre el vi titulat Somnis de raïm, emmarcat en el projecte Biblioteques amb DO.
Ha conreat diversos estils, alguns de tradició estròfica com el sonet, la sextina, el haikú i altres més lliures com la poesia visual. Va descobrir Kurt Schwitters en un taller impartit per la poeta Dolors Miquel Abellà amb qui va desplegar la seva faceta de cerca i renovació experimental, sempre acompanyada d'ironia.

## Activisme cultural
Com a comunicadora, ja va fer una ponència per a les Jornadas notariales de Poblet el 1962 titulada “La esposa del notario ante el deber de residencia". Va ser presidenta de la primera junta del Centre d'Estudis Sinibald de Mas (que funciona ininterrompudament des de 1983).

## Articles a la premsa escrita
En els seus articles observa la realitat i la comenta des del seu particular punt de vista, ple de sentit comú, ironia i domini de la llengua. El 1993 va ser una de les fundadores de la revista cultural La Sínia, que superà el 2014 les dues dècades d'història de publicacions en tres èpoques, en les quals sempre hi ha col·laborat escrivint, amb una colla d'activistes polítics i culturals locals (Josep Gual Gallofré, entre d'altres).
Ha publicat als diaris torrencs El Mònic i Diari de la Torre (en aquest últim cada mes, actualment).

## Ràdio
Amb el seu marit van ser el pal de paller del programa La voz de Torredembarra de Tarragona Ràdio durant vuit anys. Es responsabilitzaven dels continguts, i al començament altres col·laboradors s'hi van abocar. Era en plena època franquista i la possibilitat d'escriure amb pseudònim era molt temptadora. Però després es va trobar el matrimoni sol tirant endavant els guions de l'espai radiofònic, fins que van abandonar el projecte.

## Publicacions

### Opinió
- Jornadas Notariales de Poblet (12,13 y 14 oct 1962). Organizadas por el Colegio Notarial de Barcelona. Nº extraordianrio de La Notaría, dic. 1962, 18x25, 46 págs. (51629). N° de ref. de la librería 51629

### Història
- Costa Brava, de Maria-Rosa i Ramon-Maria Wennberg. Barcelona: Velloso, 1944.
- Les Emissions de La Voz de Torredembarra. Recull de Treballs. Torredembarra: Centre d'Estudis Sinibald de Mar. Núm. 6 (2003); pàg. 39-47.
- Quan vaig arribar a la Torre ara farà 50 anys... Recull de Treballs. Torredembarra: Centre d'Estudis Sinibald de Mas. Núm. 6 (2003); p. 77-89.
- L'aventura democràtica. Torredembarra 1979-2004 (Amb diversos autors).
- Torredembarra: Centre d'Estudis Sinibald de Mas i Patronat Municipal de Cultura de Torredembarra, 2004.
- Autòpsia d'un festival. Recull de Treballs. Núm. 12 (2011), p. 5-19.

### Poesia
- Miquel Sonsona, poeta. Recull de Treballs. Centre d'Estudis Sinibald de Mas. Núm. 1(1983); pàg. 105-115.
- Rates de biblioteca 9[13]
- Rates de biblioteca 10[14]
- Rates de biblioteca 11 (Dedicatòria “A Maria-Rosa Wennberg, el nostre model a seguir)[7]
- Rates de biblioteca 12[15]
- Rates de biblioteca 13[16]
- Rates de biblioteca 14[17]

## Premis i reconeixements
Va guanyar dos premis de fotografia del Cartell de Premis Vila de Torredembarra. De fet, un dels premis Vila de Torredembarra rep el nom del seu marit: Beca de Recerca Històrica de Torredembarra Manuel Crehuet.